# Jakun

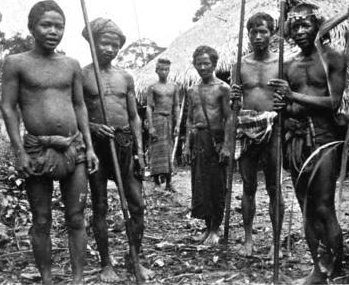
Un groupe de Jakun avec leurs sarbacanes (photo prise en 1906)

Les Jakun sont une population autochtone du sud de la péninsule Malaise, dans les États de Johor et Pahang. Ils sont classés par le gouvernement malaisien parmi les Orang Asli, « gens des origines », terme qui désigne les populations autochtones de la péninsule.
Les Jakun du littoral sont assimilés aux Orang Laut, les « gens de la mer ».

## Langue
Les Jakun parlent une langue appartenant au groupe dit « malais » des langues malaïques de la branche malayo-polynésienne des langues austronésiennes.